# Best Buy
Best Buy – amerykańskie przedsiębiorstwo z siedzibą w Richfield w stanie Minnesota, operujące w branży sprzedaży detalicznej elektroniki użytkowej. Firma sprzedaje produkty na rynku amerykańskim, kanadyjskim i w Meksyku.
Firma posiada w sumie ponad 1700 sklepów różnej wielkości oraz prowadzi sprzedaż internetową, w tym także metodą wysyłki produktów nie z centralnych magazynów, lecz bezpośrednio ze sklepów (metoda wysyłki ship-from-store).

## Produkty
Do gamy produktów, które Best Buy sprzedaje w swoich sklepach, należą:
- elektronika użytkowa – telewizory, kina domowe, aparaty i kamery cyfrowe, odtwarzacze DVD i Blu-ray, elektronika przenośna (odtwarzacze MP3, słuchawki, głośniki i inne), car-audio, urządzenia nawigacyjne i inne.
- komputery i telefony komórkowe – notebooki i komputery stacjonarne, tablety, telefony komórkowe i akcesoria, a także kontrakty na usługi telekomunikacyjne.
- rozrywka – gry wideo, konsole, oprogramowanie, filmy DVD i Blu-ray, inne.
- sprzęt gospodarstwa domowego – małe i duże sprzęty oraz wyposażenie kuchni i łazienek.

W roku fiskalnym zakończonym 31 stycznia 2015, urządzenia firm Apple, Samsung, Hewlett-Packard, Sony oraz LG odpowiadały łącznie za 47% sprzętu dostarczonego do sklepów Best Buy.